# TICP€
El tipo de interés a corto plazo del euro (TICP€ o €STR, por sus siglas en inglés) es un tipo de interés de referencia del euro. El Banco Central Europeo (BCE) calcula el TICP€. Se basa en la información estadística del mercado monetario del Eurosistema. En 2018, un grupo de trabajo del sector privado sobre los tipos de interés sin riesgo para la zona del euro recomendó sustituir el eonia por el TICP€, teniendo en cuenta las reacciones del mercado.

## Historia
El 20 de septiembre de 2017, el Consejo de Gobierno del BCE decidió elaborar un tipo de interés a corto plazo del euro basado en los datos recopilados por el Eurosistema con fines estadísticos del mercado monetario. El 13 de septiembre de 2018, el grupo de trabajo sobre los tipos sin riesgo del euro recomendó sustituir el eonia por el tipo de interés a corto plazo del euro.
El 12 de marzo de 2019, el BCE decidió utilizar el acrónimo «TICP€», y medio año después, el 2 de octubre, comenzó con la publicación de la tasa.

## Características
Características del TICP€:
- El BCE publica el TICP€.
- Se basa en el segmento de mercado sin garantías. El BCE desarrolló un tipo no garantizado porque su objetivo es complementar el eonia. Además, el tipo de garantías afectaría a un tipo garantizado.
- La información estadística sobre el mercado monetario abarca los 50 mayores bancos de la zona del euro en términos de tamaño de balance.
- Mientras que el eonia refleja el mercado interbancario, el TICP€ amplía el ámbito de aplicación a los fondos del mercado monetario, las compañías de seguros y otras sociedades financieras porque los bancos desarrollaron una importante actividad en el mercado monetario con esas entidades.

El código ISIN es EU000A2X2A25.

## Metodología

### Tipo a un día
El TICP€ se calcula a partir de las operaciones de depósito a un día a tipo fijo y sin garantía superiores a 1 M€.
Para cada día hábil de TARGET2, el TICP€ se calcula como una media recortada ponderada por volumen.
Etapas del cálculo:
- Ordenación de las operaciones del tipo más bajo al más alto.
- Agregación de las operaciones en cada nivel de tipos.
- Eliminación del 25 % superior e inferior en términos de volumen (recorte).
- Calcular la media del 50 % restante y redondear al tercer decimal.

El TICP€ se publica cada día hábil en TARGET2 a las 8:00 CET (reflejando la actividad de negociación del día hábil anterior). Si se detectan errores, el TICP€ se revisa y se vuelve a publicar el mismo día a las 9:00 CET.